# Анжеліка Г'юстон
Анжелі́ка Г'ю́стон (англ. Anjelica Huston; нар. 8 липня 1951, Санта-Моніка, Каліфорнія, США) — американська акторка і режисерка, найбільш відома за роллю Мортіші Аддамс у фільмі «Сімейка Адамсів» і його продовженні. Лауреатка премії «Оскар» за найкращу жіночу роль другого плану (1986).

## Біографія
Анжеліка Г'юстон народилася в Санта-Моніці, Каліфорнія, 8 липня 1951 року в родині режисера Джона Г'юстона і його четвертої дружини прими-балерини Енріке Соми, італо-американки. Її дід, Волтер Г'юстон, був театральним та кіноактором, володарем премії «Оскар». Має старшого брата Тоні, зведеного брата Денні та зведену сестру Аллегру.
Дитинство Г'юстон пройшло в Ірландії та Англії, де вона навчалася в престижній школі-інтернаті для дівчат.
Наприкінці 1960-х Г'юстон зустрічалася з фотографом Бобом Річардсоном, старшим на 23 роки. 16 років (з 1973 по 1989) жила з Джеком Ніколсоном.
1992 року одружилася зі скульптором Робертом Гремом, з яким жила у Венеції, штат Каліфорнія, до смерті Грема у 2008 році. Дітей Г'юстон не мала.

### Акторська кар'єра
1969 року вперше з'явилася в кіно у двох картинах свого батька. У цьому ж році в автокатастрофі загинула її мати, Енріка Сома. Через кілька років Анжеліка переїхала до США, де збудувала успішну модельну кар'єру. На початку 1980-х знову почала виконувати невеликі ролі в кіно. Серед найвідоміших фільмів того періоду за участю Г'юстон став «Листоноша завжди дзвонить двічі» (1981), де головні ролі виконували Джек Ніколсон та Джессіка Ленг.
Після низки малих робіт у кіно і на телебаченні 1985 року Г'юстон виконала велику роль Мейроуз Пріцци у фільмі її батька «Честь родини Пріцци». Роль принесла їй премію «Оскар», як «Найкращою акторці другого плану», зробивши її третьою в родині володаркою цієї премії, після батька, Джона Г'юстона, і діда, Волтера Г'юстона. 1987 року знову знялася у фільмі батька «Мертві», здобувши нагороду нагороду «Незалежний дух». Цей фільм став останнім у кар'єрі Джона Г'юстона, що помер від емфіземи в тому ж році.
Анжеліка Г'юстон ще двічі номінувалася на «Оскар»: 1990 року за роль у фільмі «Вороги. Історія кохання» і 1991 році за роль У «Кидалах». У цьому ж році Г'юстон виконала одну зі своїх найвідоміших ролей — Мортіші Адамс у фільмі «Сімейка Адамс», а через два роки знову втілила персонажку в продовженні фільму. Акторка п'ять разів номінувалася на «Еммі» за ролі на телебаченні. 2005 року вона стала володаркою «Золотого глобуса» за роль Кері в телефільмі «Ангели із залізними щелепами». З січня 2008 року Г'юстон знімається в серіалі «Медіум» в ролі Синтії Кінер.

### Режисура
Після численних робіт в кіно і на телебаченні в середині 1990-х Г'юстон зайнялася режисурою. Її перший фільм, «Виродок з Кароліни», вийшов на екрани 1996 року. Пізніше вона зняла ще два фільми — «Агнес Браун» (1999) і «Поїздки з сестричкою» (2005).

## Часткова фільмографія
- У напрямку до нуля (мінісеріал) (2025) — леді Камілла Трессіліан
- Смеш (телесеріал) (2012) — Ейлін
- У мене рак (2011) —Діана
- Великий рік (2011) —Енні Оклет
- Дух живого лісу (2008) —Місіс Д'Абондо
- Задуха (2008) — Іда Манчіні
- Поїзд на Дарджилінг (2008) —Патриція
- Водоспад Янгола (2006) — Луїза
- Реальні дівчата (2006) —Фабіелла
- Реклама для генія (2006) — Вчитель історії мистецтва
- Ангели із залізними зубами (2004) —Керрі (ТБ)
- Каена: Пророцтво (2003) — Королева селенітів (озвучка)
- черговий тато (2003) —Гвінет Херрідан
- Кривава робота (2002) — доктор Бонні Фокс
- Сімейка Тененбаум (2001) —Етеліна Тененбаум
- Тумани Авалона (2001) — Верховна жриця Вівіана
- Втеча з Єлисейських полів (2001) —Дженніфер Адлер
- Агнес Браун (1999) — Агнес Браун
- Історія вічного кохання, або Попелюшка (1998) —Баронеса Родмена Де Гент
- Баффало 66 (1998) — Джан Браун
- Постовий на перехресті (1995) —Мері
- Сім'я Перес (1995) — Кармела Перес
- Дівчата з Дикого заходу (1995) —Джейн (ТБ)
- Сімейні цінності Аддамсів (1993) — Мортіші Аддамс
- Сімейка Адамсів (1991) —Мортіші Аддамс
- Кидали (1990) — Ліллі Ділон
- Відьми (1990) —Міс Єва Ернст, головна відьма
- Вороги. Історія кохання (1989) — Тамара
- Самотній голуб (1989) —Клара Аллен
- Мертві (1987) — Гретта Конрой
- Сад каменів (1987) —Саманта Девіс
- Честь родини Пріцци (1985) — Мейроуз Пріцци
- Крижані пірати (1984) — Мейда
- Листоноша завжди дзвонить двічі (1981) — Мадж
- Прогулянка з любов'ю та смертю (1969) — Клодія
- Грішний Деві (1969) — епізод (немає в титрах)

## Нагороди та номінації

### Нагороди
- 1986 — Премія «Оскар» — найкраща жіноча роль другого плану, за фільм"Честь родини Пріцци"
- 2005 — Премія"Золотий глобус" — найкраща жіноча роль другого плану в міні-серіалі або телефільмі, за телефільм «Ангели із залізними зубами»

### Номінації
- 1986 — Премія"Золотий глобус" — найкраща жіноча роль другого плану, за фільм «Честь родини Пріцци»
- 1986 — Премія BAFTA — найкраща жіноча роль другого плану, за фільм «Честь родини Пріцци»
- 1989 — Премія «Еммі» — найкраща жіноча роль в міні-серіалі або фільмі, за міні-серіал «Самотній голуб»
- 1990 — Премія «Золотий глобус» — найкраща жіноча роль другого плану в міні-серіалі або телефільмі, за міні-серіал «Самотній голуб»
- 1990 — Премія «Оскар» — найкраща жіноча роль другого плану, за фільм «Вороги. Історія кохання»
- 1991 — Премія"Оскар" — найкраща жіноча роль, за фільм"Кидали"
- 1991 — Премія «Золотий глобус» — найкраща жіноча роль у драмі, за фільм «Кидали»
- 1991 — Премія BAFTA — найкраща жіноча роль другого плану, за фільм «Злочини та провини»
- 1992 — Премія «Золотий глобус» — найкраща жіноча роль у комедії або мюзиклі, за фільм «Сімейка Адамс»
- 1994 — Премія «Золотий глобус» — найкраща жіноча роль у комедії або мюзиклі, за фільм «Сімейні цінності Аддамсов»
- 1994 — премія «Золотий глобус» — найкраща жіноча роль у міні-серіалі або телефільмі, за телефільм «Театр спогадів»
- 1995 — Премія BAFTA — найкраща жіноча роль другого плану, за фільм «Загадкове вбивство в Манхеттені»
- 1995 — Премія «Еммі» — найкраща жіноча роль в міні-серіалі або фільмі, за телефільм «Дівчата з Дикого Заходу»
- 1996 — Премія Гільдії кіноакторів США — найкраща жіноча роль у телефільмі або міні-серіалі, за телефільм «Дівчата з Дикого Заходу»
- 1996 — Премія «Золотий глобус» — найкраща жіноча роль другого плану, за фільм «Постовий на перехресті»
- 1996 — Премія Гільдії кіноакторів США — найкраща жіноча роль другого плану, за фільм «Постовий на перехресті»
- 1997 — Премія «Еммі» — найкраща режисура міні-серіалу або фільму, за телефільм «Виродок з Кароліни»
- 2002 — Премія «Еммі» — найкраща жіноча роль другого плану в міні-серіалі або фільмі, за телефільм «Тумани з Авалона»
- 2002 — Премія Гільдії кіноакторів США — найкраща жіноча роль у телефільмі або міні-серіалі, за телефільм «Тумани Авалона»
- 2004 — Премія «Еммі» — найкраща жіноча роль другого плану в міні-серіалі або фільмі, за телефільм «Ангели із залізними зубами»
- 2008 — Премія «Еммі» — найкраща запрошена акторка в драматичному серіалі, за телесеріал «Медіум»